# Ann Kiyomura
Ann Kiyomura-Hayashi (22 de agosto de 1955) es una tenista profesional estadounidense, retirada de la actividad. Nació en San Mateo, California.
Kiyomura jugó campeonatos de WTA de 1973 a 1984. Jugó en once ediciones del Abierto de Estados Unidos, alcanzando la cuarta ronda en 1978. En 1973 ganó el título junior en singles de Wimbledon, derrotando en la final a Martina Navratilova. En 1975 ganó el título en modalidad dobles del mismo torneo, teniendo como compañera a la japonesa Kazuko Sawamatsu. Alcanzó la final del Abierto de Australia en dobles en 1980.
Kiyomura jugó en 1981 para los Oakland Breakers en la Liga Mundial de Tenis (WTT). Otros de sus equipos en la WTT incluyen a San Francisco Golden Gaters (1975), Los Angeles Strings (1978), Hawaii Leis (1974) e Indiana Loves (1976–1977).

## Finales de Grand Slam

### Dobles (1 título, 1 subtitulo)
| Resultado | Año  | Torneo               | Superficie | Compañera        | Rivales                            | Marcador      |
| --------- | ---- | -------------------- | ---------- | ---------------- | ---------------------------------- | ------------- |
| Campeona  | 1975 | Wimbledon            | Césped     | Kazuko Sawamatsu | Françoise Dürr Betty Stöve         | 7–5, 1–6, 7–5 |
| Finalista | 1980 | Abierto de Australia | Césped     | Candy Reynolds   | Betsy Nagelsen Martina Navratilova | 4–6, 4–6      |